# Burg Montrichard
Die Ruine der Burg Montrichard befindet sich in der französischen Gemeinde Montrichard Val de Cher im Département Loir-et-Cher. Sie steht seit dem Jahr 1877 als Monument historique unter Denkmalschutz.

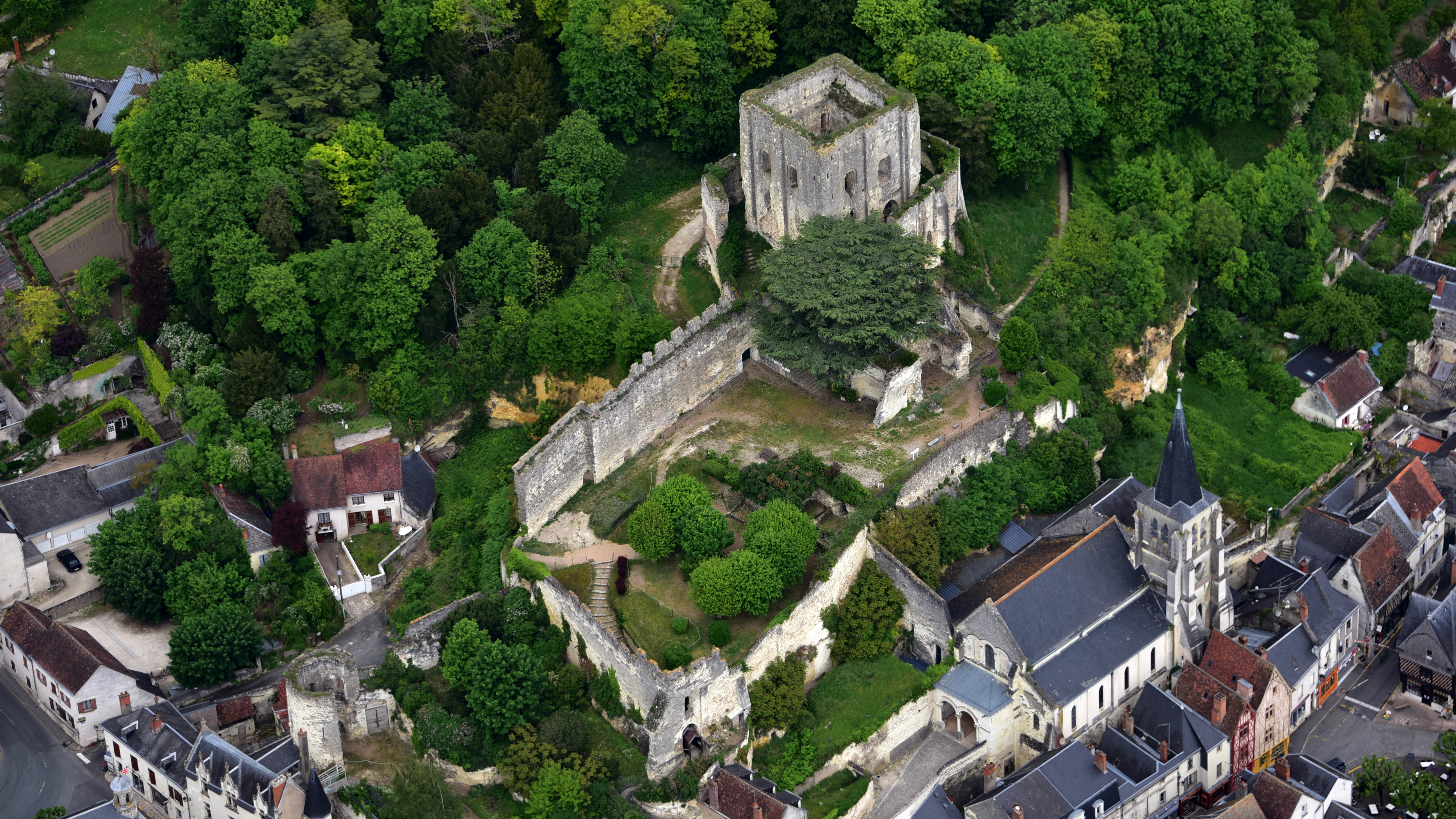
Burg Montrichard, Luftaufnahme (2016)

Die Ruine der Höhenburg, eine ehemals angevinische Festung, liegt mit den Resten ihrer Mantelmauer und etlichen Befestigungen am Rand eines Plateaus über dem Cher und der mittelalterlichen Stadt. Es ist der Rest einer Burg aus dem 11./12. Jahrhundert, die Graf Fulko Nerra mit einem hölzernen Donjon um 1010 errichtet hatte. Hintergrund für den Bau einer Festung war die strategische Bedeutung dieses Platzes. Hier kreuzten sich zwei wichtige Handelsstraßen, nämlich die von Bourges nach Tours sowie die von Paris nach Spanien.
Der heutige viereckige, durch Pfeilervorlagen gegliederte Donjon aus Stein, für den die Festung in Loches Vorbild war, stammt aus dem Jahr 1120, erbaut von Hugues I. d’Amboise. Er besteht aus drei Etagen: Das Erdgeschoss diente als Magazin, in der mittleren Etage befanden sich die Wohnräume, und den Abschluss bildete das Dachgeschoss mit einem zinnengekrönten Wehrgang. In den folgenden Jahrhunderten kamen Festungsmauern, Rundtürme, eine Zugbrücke und die für die Wohnung der Burgherren bestimmten Räumlichkeiten hinzu. 1589 ließ König Heinrich IV. von Frankreich die oberen vier Meter der Mauern abtragen, um die Wehrhaftigkeit der Anlage zu schwächen, sollte sie in feindliche Hände fallen.
Bis in das 15. Jahrhundert gehörte Montrichard den Herren von Amboise. 1461 kaufte Ludwig XI., ein häufiger Verehrer des Gnadenbildes im Vorort Nanteuil, Burg und Ort, stieß den Besitz aber wieder ab. Nachdem die Festung weitere Male den Besitzer gewechselt hatte, war sie im 17. Jahrhundert schließlich unbewohnbar geworden.
Die „Musées du Donjon“ zeigen eine Sammlung archäologischer Fundstücke aus der Region.